# Bisaltes flaviceps
Bisaltes flaviceps es una especie de escarabajo longicornio del género Bisaltes, subfamilia Lamiinae. Fue descrita científicamente por Breuning en 1940.
Se distribuye por Bolivia. Posee una longitud corporal de 8-10 milímetros.